# Clémentine (satellite)
Pour les articles homonymes, voir Clémentine (homonymie).
Clémentine était un satellite militaire d'écoute lancé par la France en 1999.

## Mission
Le satellite Clémentine a été lancé avec le satellite Helios 1B par une fusée Ariane 4 depuis la  base de lancement ELA 2 du centre spatial guyanais (CSG) à Kourou en Guyane française.
Clémentine avait pour mission d'établir la cartographie de l'environnement électromagnétique (téléphonie, radars, émission radio…) sur la totalité du globe.
Il a été construit par Alcatel et Thales pour le compte de la Direction générale de l'Armement pour succéder au satellite Cerise endommagé par des débris spatiaux, dans le cadre du programme de surveillance spatial Essaim.